# Пикник «Афиши»
Пикник «Афиши» — один из крупнейших в СНГ музыкальных фестивалей. Проводится медиакомпанией «Афиша» с 2004 года. Был прерван с 2020 по 2023 годы, хотя о полном закрытии фестиваля объявлено не было. В 2024 году фестиваль прошёл впервые в двух городах — Москве и Санкт-Петербурге. В 2025 пройдёт 21 июня в Москве и 9 августа в Санкт-Петербурге.

## История проведения
Первый фестиваль состоялся в 2004 году. Целью организаторов было проведение рекламной кампании журнала «Афиша» в честь пятилетия издания. Финансирование мероприятия происходило за счёт спонсоров, а для входа на фестиваль достаточно было предъявить номер журнала. Первый раз Пикник «Афиши» прошёл перед спортивной ареной «Лужники». Из-за ограниченного бюджета была установлена всего одна сцена, а хедлайнером мероприятия стала британская группа The Future Sound of London. Вместо запланированных пяти тысяч посетителей на концерт пришло в два раза больше зрителей.
Успех мероприятия привёл к тому, что на следующий год его решили провести вновь. В 2005 и 2006 году в качестве площадки выступал парк «Красная Пресня», однако впоследствии из-за слишком большого количества зрителей проведение фестиваля в парке было запрещено. В 2007 году «Пикник» переехал в музей-заповедник «Коломенское». Год за годом мероприятие набирало обороты, росло количество исполнителей, а также развивалась инфраструктура.
Количество посетителей фестиваля неуклонно росло год за годом. В 2017 году его посетила 61 тыс. человек, что было близко к максимальной вместительности площадки. Часть билетов — около полутора тысяч — была продана заранее по более низкой цене, до того, как был анонсирован состав исполнителей. Ещё небольшая доля билетов разыгрывается на музыкальных сайтах и в эфирах радиостанций.
Проведение фестиваля в 2020 году изначально было запланировано на 8 августа, однако из-за пандемии COVID-19 «Пикник Афиши» был отменён в 2020 и 2021 годах. Фестиваль не проводился и в 2022—2023 годы из-за вторжения России в Украину, в 2024 Пикник Афиши вернулся, возвращение фестиваля совпало с 20-летим с первого Пикника, на этот раз Пикник Афиши сменил место проведения, вместо Коломенского парка, он прошел в Лужниках где состоялся первый Пикник в 2004, также фестиваль впервые прошел в Петербурге, на Елагином острове. В 2025 году объявлено о возвращении московского фестиваля в Коломенское.

## Состав участников
2005

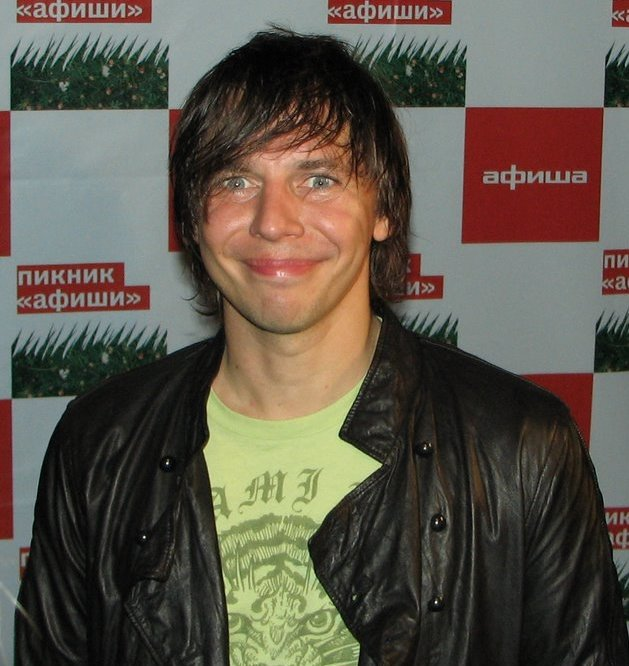
Илья Лагутенко на «Пикнике Афиши», 2007 г.

- Главная сцена: VAL Клезмер Бенд, Esthetic Education, Silence Kit, Hird,Netslov, Magyar Posse, Markscheider Kunst, Zagar, M83, Sons & Daughters
- Малая сцена: DJ Сапрыкин, Люмены, DJ Ковалев, Контрабанда, DJs Epic Soundsystem, Offside, Aienn, Mujuice, Oid, 2Н Company, DJs Кубиков и Zaiц

2006
- Главная сцена: Produkt$, Punk TV, Я слева сверху, Mujuice, Смоки Мо, B-Voice & Khz, The Pinker Tones, Ska-Jazz Review, Dengue Fever, Beirut, Buck 65 , Calla
- Малая сцена: Afisha Sounsytem: DJs Sofi Tronza, Сапрыкин etc, Home Listening DJs, DJ C.Перес, DJ Cross vs DJ Vel, DJ Studitsky vs DJ Rasskazov, DJ Lucia P (Rio, Brazil), Iskra Project feat. DJ Юрий Шульгин, The Nextmen & MC Kwasi (London/Manchester, UK), Epik Soundsystem feat Вадим Капустин,
- Партизанские танцы: DJ Komotsky (Epik Soundsistem), DJ Spikehead, DJ A.Nikolaev (City Soul Base), DJ Gatek (Epik Soundsistem), DJ Woody (Manchester, UK), DJ Чагин (Flammable Beats), DJ Sid
- Баржа: DJ Goodwin, DJ Wonder, DJ Карина, Том и Фантомы, DJ Pinoccio 45, DJ Kravitz, Ellzapoppin, DJ 76, DJ Ковалев, Messerchups, DJ Осадчий

2007
- Большая сцена: Bro Sound, Fleur, 2H Company, Someone Still Loves You Boris Yeltsin, Junior Boys, Hushpuppies, Mum, Clinic, Мумий Тролль
- Малая сцена: Upstairs, Illuminated Faces, Парфюм, Boonikum, Homo Samplers, Ramriders, 188910, Dream Mechanics, King of Bongo, Бенуа,Маша Эра, Mujuice, Apokriff, Dälek
- Idle Conversation сцена: Тайлер, OLSS, Dot Dash, Dima Ustinov, Aerobika, Kto DJ, Lo-Fi-Fnk, Yogo Yogo, Shy Child, MissOddKid

2008
- Главная сцена: Петр Налич, The Teenagers, Dune, Dolphin, Мартина Топли-Берд, Black Lips, DeVotchKa, Ленинград
- Малая сцена: Punk TV, «Прогоним песню», EnFace, Dsh! Dsh!, Bajinda Behind the Enemy Lines, «Комба БАКХ», Klever, Бонга, Сержант Гарсия
- Шатер «Idle Conversation»: DJ Компаниец, DJ iPoido, DJ Taras 3000, DJ Майк Симонетти, Manicure, Poppers, Late of the Pier, Chromatics, Glass Candy
- Red Bull Music Academy: Illuminated Faces, DJ Nina Kraviz, Andreya Triana, Роман Росич, MySpaceRocket, Adi Dick, Skymark, Aloe Blacc
- Дискороллердром: DJ Куйбар, DJ Anton M, Moulinex, The Toxic Avenger, «Комбинация», C.L.U.M.B.A + TRC

2009
- Главная сцена: Cut2Kill, СБПЧ и Padla Bear Outfit, Bajinda Behind The Enemy Lines, Narkotiki, «Каста», These New Puritans, Аманда Палмер, Madness
- Центр N97 by Idle Conversation: Acos Coolkas, Karateka/Flying Rods, Twices, Model Reign, Tesla Boy, Minitel Rose, Telepathe, Fan Death

2010

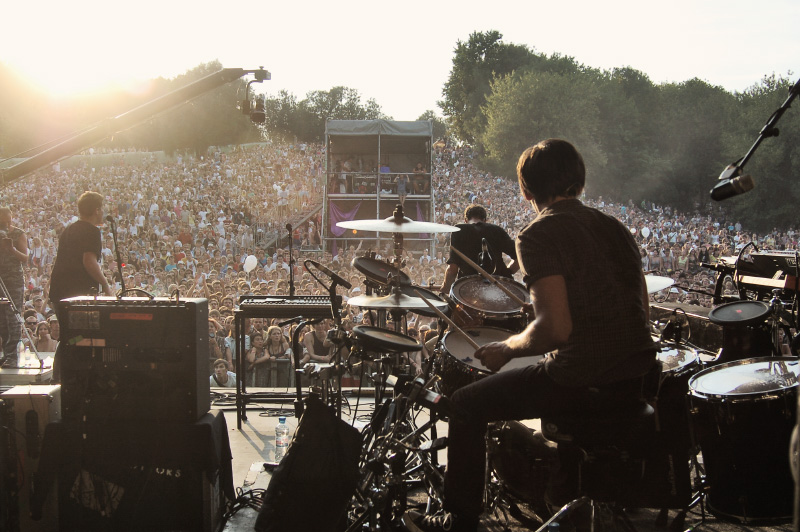
Editors на «Пикнике „Афиши“»

- Главная сцена: Noize MC, Мегаполис, Music Go Music, Рутс Манува, Narkotiki, АукцЫон, Hercules and Love Affair, Editors, Мумий Тролль
- Sony Ericsson Electric Garden by Idle Conversation сцена: Poydo, Taras 3000, Xuman, Pompeya, Cut2Kill, Motorama, Cops on Fire, Spank Rock, Tesla Boy, Metronomy
- Фанк-сцена Renault Megane: DJ Осадчий, Anatoly Ice & Darya Lostgirl, Guru Groove Foundation, DJ Чагин, DJ A La Fu, Джанель Монэ, DJ A La Fu
- Сцена «Лужайка»: Les Lapins Superstar, Ансамбль детских музыкальных инструментов, Краснознаменная дивизия имени, Padla Bear Outfit
- Сцена outside(rs): «Трансильвания» DJs, GAZ, Я слева сверху, Окраина, U.R.A.N., Братья по разуму, Piezo, Министерство психоделики
- Местная сцена Circle Stage: Cracked Rombix, Love Is, [Br]om, Svaee, Motherfathers, Tot Kexit, Widows, Ussy, Silence Kit

2011
- Главная сцена: Обе две, L.Stadt, Zorge, Браво, Marina & The Diamonds, Kaiser Chiefs, Hole, Земфира
- Galaxy Сцена: Manicure, KAMP!, Friends of the Oval, On-The-Go, Rainbow Arabia, Motorama, Tennis, Муджус, Пичез
- Topman Big Gig Сцена: Paisley, Ifwe, Coockoo, The Retuses, Brandenburg, Xuman, Tamaryn, Cocknbullkid, New Young Pony Club, The Wombats
- ДМТ by Gap Сцена: Miiisha, Moremoney, Встреча рыбы, Сансара, Pianoboy, Краснознаменная дивизия имени моей бабушки, Cheese People, Специальный гость, Padla Bear Outfit, Narkotiki

2012
- Главная сцена: Pompeya, Аквариум, Литл Бутс, Мика, Franz Ferdinand, Pet Shop Boys
- Вторая сцена: The Retuses, Stoned Boys, Jack Wood, Moremoney, Краснознамённая дивизия имени моей бабушки, Motorama, NRKTK, Fuck Buttons, The Drums
- Сцена Coca-Cola Summer Beat: Anatoly Ice & Dariya, The Melodies, Messer Chups, Oxxxymiron, Влади, Теофилус Лондон, Мос Деф, Лорин Хилл
- Nike Stadium Сцена: Algorythmik, Fstep, SRKP, D-Pulse, OL + Lapti
- The Do-Over Сцена: DJ Rocc, MC Phonte (Little Brother), Nicodemus, Джейми Стронг, Крис Хейкок, Пирумов и Чагин

2013
- Главная сцена: Buzzcocks, La Roux, Жанна Агузарова, Bat for Lashes, Сплин, Blur
- Škoda Drive Stage: Sonic Death, Kira Lao, Труд, Glintshake, Наадя, Ariel Pink’s Haunted Graffiti, Джон Хопкинс
- Summer Stage: Long Arm, C.L.O.N.E. & Danny Bedrosian, L’One, Bizarre Ride II the Pharcyde, Tesla Boy, Aloe Blacc, George Clinton & Parliament Funkadelic,[5][6].

2014
- Главная сцена: Jamiroquai, Suede, MGMT , SOHN, Austonautalis, Ляпис Трубецкой, Glintshake
- Summer Stage: Мулату Астатке, Талиб Квели, Каста, Myron&E, Ther Maitz, СБПЧ, On-The-Go, The Soul Surfers

2015
- Главная сцена: Земфира, Иван Дорн, Hot Chip, Kiesza, The Horrors, Найк Борзов, СБПЧ
- Summer stage: The Gaslamp Killer, Oddisee & Good Compny, Муджус, Скриптонит, MOT, BMB Spacekid feat MC Check, Mana Island, True Flavas

2016
- Главная сцена: Chemical Brothers, Ленинград , Бенджамин Клементин, Oxxxymiron, Neon Indian, Temples, Omar Souleyman
- Summer stage: Skepta, Adrian Younge, Mijuice, Tesla Boy , Shawn Lee, Манижа, Ne Tvoe Delo
- Local Stage: Race to Space, Guru Groove Foundation, НААДЯ, Алена Тойминцева

2017
- Главная сцена: «ГШ», «Грибы», Everything Everything, Foals, Kasabian
- Summer Stage: Black Kandinsky, Great Revivers, Kito Jempere Band, Луна, Хаски, The Heliocentrics, A$AP Ferg
- AIR Stage: 5’Nizza, Антоха MC, On-The-Go, Constantine, ABRA

2018
- Главная сцена : Arcade Fire, Земфира, Belle & Sebastian, King Gizzard & The Lizard Wizar, Пасош
- Summer Stage: Joey Bada$$, Pharaoh, Дельфин, Gabriel Garzón-Montano, «Аигел», Монеточка,
- Air Stage: Rhye,Oscar and the Wolf,Anna of the North, Skott , Amyl and The Sniffers
- Узнать за 10 секунд: Мы, Flesh,Eighteen, Young P&H, OFFMi, Комсомольск,21 PM,

2019
- Главная сцена : The Cure, Royal Blood, Blossoms, СБПЧ, Дайте танк (!),
- Summer stage: Pusha-T, Mura Masa, Eighteen, Антоха MC , Казускома,
- Gargolder live: Баста, Gruppa Skryptonite , T-Fest, Matrang, Смоки Мо, Lucaveros, Вадяра блюз
- Gazgolder club show case: Doyeq, Mark S, Tuman, M.O.S., Hans Holman

2020-2023
В 2020—2023 годы «Пикник Афиши» был отменён, сначала из-за пандемии коронавируса, а затем из-за вторжения России в Украину. «В нынешнем нестабильном мире проведение фестиваля практически невозможно», заявили организаторы.
2024
|      |                        | Москва                                                                                                   | Москва                                                              | Москва                                                                            |                                                                                                  |                                                             |
| Год  | Дата                   | Главная сцена СБЕР                                                                                       | Сцена RUTUBE                                                        | Сцена LADA                                                                        | Сцена Звук                                                                                       | Сцена Planeta.ru                                            |
| ---- | ---------------------- | --- | ------------------------------------------------------------------- | --------------------------------------------------------------------------------- | ------------------------------------------------------------------------------------------------ | ----------------------------------------------------------- |
| 2024 | Cуббота, 3 августа     | Антон Беляев Хаски Буерак Тося Чайкина Internet Girl Второй Ка Beautiful Boys qaescad                    | Pharaoph Базар Копы в огне The Om Сюзанна Eighteen                  | Тима ищет Свет Pompeya Свидание Обстоятельства Где фантом? Манго буст Сёстры ALON | Горный Маугли Стоунд ENTYPE STRANIZA Afelia ISAEVA Наша Таня acid orchestra Why, Berry           | Аффинаж Ундервуд Петр Налич Brazaville Сова Лензвук Рушана  |
| 2024 | Воскресенье, 4 августа | FEDUK Найк Борзов Kito Jempere Orchestra TIM AMINOV Антоха МС DOSE Green Apelsin Lay-Far Dance Orchestra | Boulevard Depo Масло черного тмина ARMICH LeanJe Nomad Punk Onative | Куок Кассета Symboi cold carti Mireie Dj Stonik1917 Бикей декада шалый            | Vol 3.56 am Рудольф Страусов LAVBLAST fck stereotypes Acid Racer Polovinka маяк ISMA TonySouliah | Azizi Gibson Loc-Dog Коста Лакоста Мальбэк NXN Егор Сесарев |